# Legio I Italica
La Legio I Italica (Primera legión «italiana») fue una legión romana, reclutada por el emperador Nerón en el año 66. El último registro de actividad de esta legión data del inicio del siglo V, en la frontera del Danubio. El símbolo de esta legión fue un jabalí.

## Historia

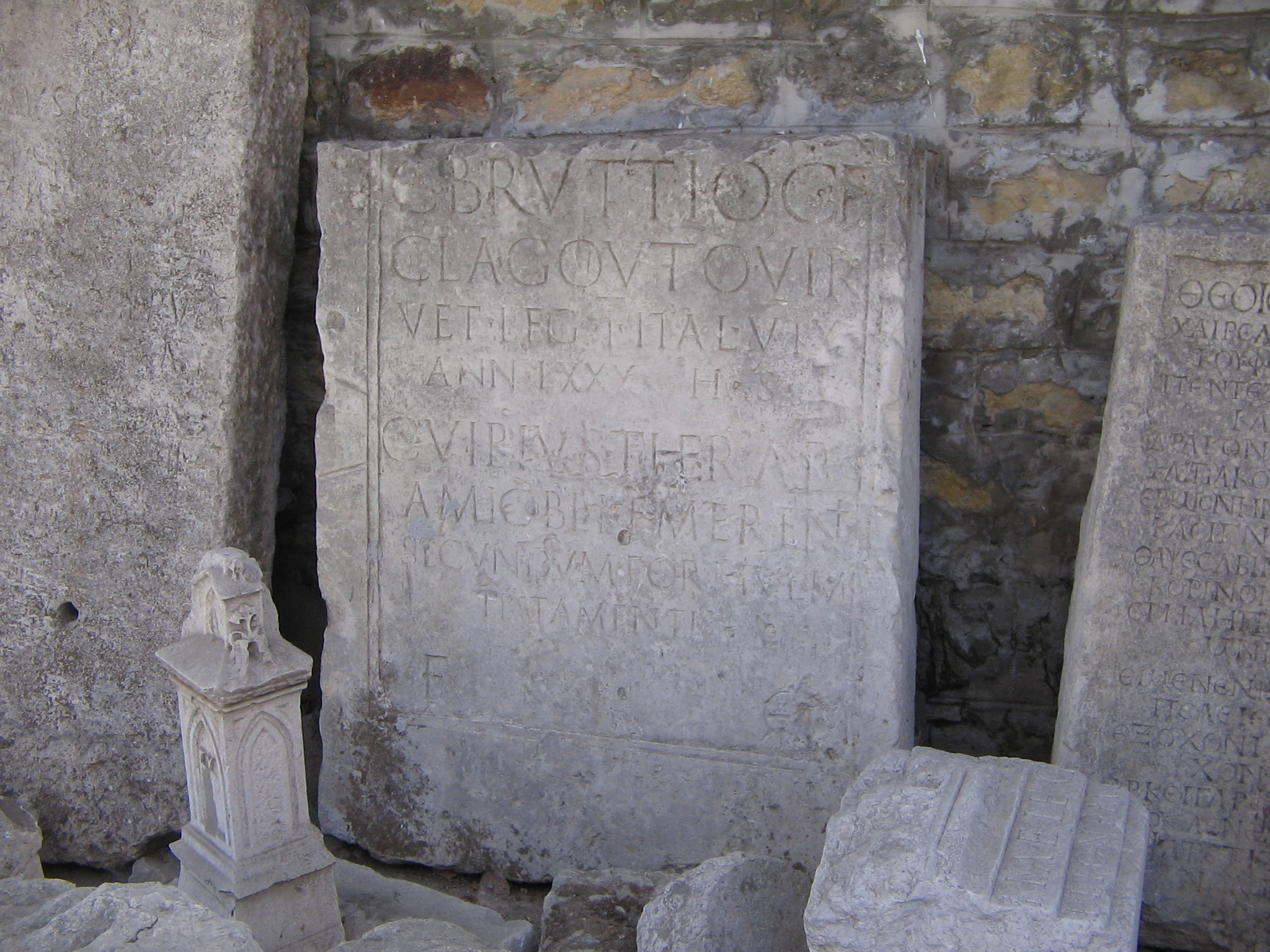
Inscripción procedente de la base de la I Italica en Novae, erigida por el veterano Cayo Brutio Goudo.

### Siglo I
La I Italica fue creada por Nerón en la ciudad de Roma el día 22 de septiembre del año 66, una fecha que mereció referencia en diversas fuentes por la altura de sus legionarios, todos con más de 1,80 metros de altura. La legión estaba destinada a servir en las campañas que Nerón planeaba para conquistar Armenia, pero que nunca llegaron a emprenderse. La I Italica fue finalmente enviada a las provincias de la Galia.
El año de los cuatro emperadores en 69, la I Italica apoyó a  Vitelio a lo largo de toda la guerra civil, hasta su derrota frente Vespasiano. Después de la pacificación del Imperio, Vespasiano desplazó la legión para la provincia de Moesia, donde se quedaron los siglos siguientes acuartelados en Novae (Svishtov, Bulgaria).

### SiglosIIyIII
La I Italica participó en la campaña de Trajano en la Dacia, donde según las fuentes de la época participó en la construcción de un puente sobre el Danubio. Las actividades de construcción fueron una constante en la historia de esta legión que contribuyó también en la construcción de la muralla de Antonino alrededor de 140 y para las fortificaciones del Limes Germanicus, a lo largo del Danubio en el siglo III.
Durante el siglo III, y particularmente durante la segunda mitad del período, el personal de la I Itálica fue ascendido al pretorio con bastante frecuencia.

### SiglosIVyV

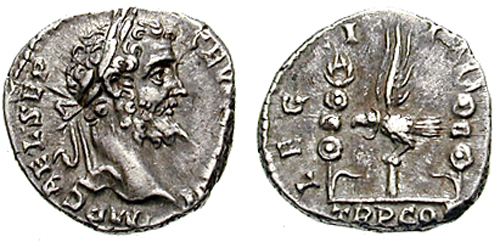
Denario del 193 de Septimio Severo, la moneda se acuñó para conmemorar la Legio I Italica.

Este trato preferencial a la legión se debe al origen de los reclutas, en su mayoría tracios, muy conocidos en ese momento por su ferocidad en la batalla; por esta razón un destacamento de la legión, junto con la legión gemela XI Claudia pasó a formar parte del comitatus en la época de Diocleciano, mientras que en la época de Constantino I la legión palatina se incorporó a las tropas palaciegas. 
Los Primani de la Notitia Dignitatum (orientalis vi. 5 = 45) y los Undecimani, los antiguos I Itálica y XI Claudia, eran las únicas unidades del antiguo ejército danubiano. Es posible que el primanorum legio del ejército de Juliano el Apóstata en 357 se identifique con I Itálica. 
La Notitia dignitatum indica que a principios del siglo V la I Itálica custodiaba ambas orillas del Danubio, con fortalezas en Novae y al otro lado del río en Sexaginta Prista, para el tramo de Moesia.